# Fonuafo'ou

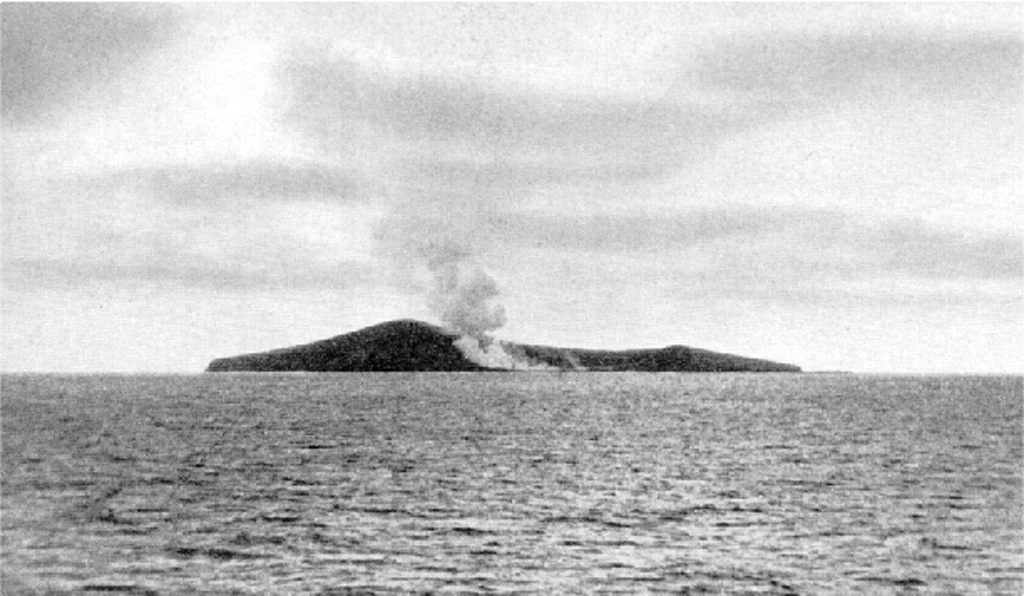
Vulcão Fonuafo‘ou

Fonuafo‘ou é um vulcão submarino localizado na parte ocidental do grupo insular de Ha'apai, no arquipélago de Tonga. Ao longo da sua história e em várias ocasiões, a actividade do vulcão já formou uma ilha.
Foi observado pela primeira vez em 1867 pela tripulação do navio britânico HMS Falcon. Entrou em erupção a 11 de Outubro de 1885, libertando toneladas de lava que, acumuladas, criaram uma ilha a 14 de Outubro de 1885, batizada pelos britânicos de ilha Falcon.
Erupções sucessivas (1894, 1921, 1927, 1928, 1933 e 1936) contribuíram para o aumento da superfície da ilha, chegando esta a atingir um máximo de 6 quilómetros de diâmetro para uma altura de 145 metros em 1949. Nesse mesmo ano, uma erupção desfez a estrutura, que desaparece nas águas.
São registadas erupções em 1970 (a 3 de Janeiro) e em 1993. O vulcão está hoje imerso (-17 metros)..